# Toby Miller
Toby Miller (ur. 14 lutego 2000 w Lake Arrowhead) – amerykański snowboardzista specjalizujący się w konkurencji halfpipe, mistrz świata juniorów.

## Kariera
Starty na arenach międzynarodowych rozpoczął w zawodach FIS w lutym 2014 roku. W sezonie 2016/2017 startował w zawodach z cyklu  Pucharu Europy, w których uplasował się na 2. lokacie w klasyfikacji halfpipe’a. Czterokrotnie wystąpił podczas mistrzostw świata juniorów, zdobywając w nich trzy medale: złoto w 2018 roku w Cardronie oraz srebra w 2015 roku w Yabuli oraz w 2017 roku w Laax.
W zawodach z cyklu Pucharu Świata zadebiutował w styczniu 2016 roku. W debiutanckim konkursie rozgrywanym w amerykańskim Mammoth Mountain zajął 9. pozycję, zdobywając tym samym pierwsze pucharowe punkty. W marcu 2017 roku po raz pierwszy wystartował w mistrzostwach świata w Sierra Nevada, w których rywalizację ukończył na 16. lokacie. Dwa lata później, podczas mistrzostw świata w Park City był 4. przegrywając walkę o podium z Patrickiem Burgenerem. W międzyczasie, w grudniu 2018 roku po raz pierwszy w karierze stanął na podium zawodów PŚ, plasując się na 2. lokacie w konkursie rozgrywanym w Copper Mountain w USA.

## Osiągnięcia

### Mistrzostwa świata
| Miejsce | Dzień    | Rok  | Miejscowość   | Konkurencja | Zwycięzca    |
| ------- | -------- | ---- | ------------- | ----------- | ------------ |
| 16.     | 11 marca | 2017 | Sierra Nevada | Halfpipe    | Scotty James |
| 4.      | 8 lutego | 2019 | Park City     | Halfpipe    | Scotty James |

### Puchar Świata

#### Miejsca w klasyfikacji generalnej AFU
- sezon 2015/2016: 56.
- sezon 2016/2017: 84.
- sezon 2017/2018: 37.
- sezon 2018/2019: 32.
- sezon 2019/2020: 41.

#### Miejsca w klasyfikacji generalnej halfpipe
- sezon 2015/2016: 26.
- sezon 2016/2017: 24.
- sezon 2017/2018: 15.
- sezon 2018/2019: 10.
- sezon 2019/2020: 13.

#### Miejsca na podium
1. Copper Mountain – 8 grudnia 2018 (halfpipe) – 2. miejsce